# Hochkopf (Nordschwarzwald)
Der Hochkopf ist ein Berg im Landkreis Rastatt im Nordschwarzwald auf den Gemarkungen Neusatz, Bühl und Ottersweier mit 1038,5 m ü. NHN. Er befindet sich nordöstlich der nahe gelegenen Hornisgrinde, des höchsten Berges des Nordschwarzwalds. In etwa 700 Metern Entfernung liegt als Teil des gleichen Bergzugs in nördlicher Richtung der Pfrimmackerkopf mit 1035,7 m ü. NHN. Die Hochebene mit ihrem Schonwald, eine für den Nordschwarzwald typische Grinde, befindet sich im Landschaftsschutzgebiet Bühlertal.

## Tourismus
Auf der Nord- und Westseite des Hochkopfs verläuft in etwa 900 m Höhe die B 500, die Schwarzwaldhochstraße, von Hundseck (884 m) nach Unterstmatt (928 m), zwei (ehemaligen) Standorten von Höhenhotels an der Ferienstraße. Von dort ist der Berg über Wanderwege erschlossen. Bei Unterstmatt liegt am Südhang des Bergs ein Skihang mit dem Skilift Hochkopf.